# 常夏娘
「常夏娘」（とこなつむすめ）は、1985年4月10日にビクター音楽産業から発売された小泉今日子の14枚目のシングル。

## 概要
表題曲「常夏娘」は、1983年のシングル「春風の誘惑」で作曲を手掛けた緑一二三が作詞し、作曲はかつてロックバンド・トランザムでパーカッショニストとして活躍した ″サンチョ菜花″こと幸耕平、編曲は「素敵なラブリーボーイ」以来となる矢野立美が担当している。
歌詞は ″初めて水着を着て男性に見つめられた女の子の恥じらい″ を男性目線で描いたもので、小泉のシングル曲では初の男性語の楽曲となっている。編曲を担当した矢野立美は、当時のディレクター田村充義から「出来るだけポップにしてほしい」との注文を受け、デモテープとはかなり異なるビーチボーイズ風のサウンドに仕上げた。同年7月に発売されたアルバム『Flapper』には、イントロや間奏がシングルと異なるバージョンで収録された。
1991年11月には8cmCDがリリースされている（カップリングは「学園天国」）。

## 収録曲

### 常夏娘
1. 常夏娘 (3分10秒)
作詞：緑一二三／作曲：幸耕平／編曲：矢野立美
2. 哀愁小町 (4分4秒)
作詞：松本隆／作曲・編曲：馬飼野康二

### 学園天国／常夏娘
1. 学園天国
作詞：阿久悠／作曲：井上忠夫／編曲：野村義男
2. 常夏娘
作詞：緑一二三／作曲：幸耕平／編曲：矢野立美
3. 学園天国（カラオケ）
4. 常夏娘（カラオケ）

## 楽曲出版権利
- 2015年よりバーニングパブリッシャーズからオフィス日新へ移っている[4]。

## カバー
- 吉田羊＆鈴木梨央（2021年／大塚製薬・ポカリスエットCM「常夏母娘2021」篇[5]）

## 参考資料
- 松永良平:著『コイズミクロニクル〜コンプリートシングルベスト 1982-2017〜 初回特典「コイズミシングル～小泉今日子と50のシングル物語」』ビクターエンタテインメント、2017年5月17日。